# Фторпропан
Фторпропан — газообразное органическое (химико-органическое) химическое соединение.

## Свойства
Фторпропан — горючий газ. Он тяжелее воздуха и практически не растворяется в воде.

## Изомеры фторпропана
| Названия     | Изображения | темп. плавления | темп. кипения | CAS      | PubChem | SMILES |
| ------------ | ----------- | --------------- | ------------- | -------- | ------- | ------ |
| 1-фторпропан |             | −159 °C         | −2,5 °C       | 460-13-9 | 9998    | CCCF   |
| 2-фторпропан |             | -133,4°С        | −10 °C        | 420-26-8 | 9867    | CC(C)F |